# Утрувка
Утрувка (пол. Utrówka) — деревня в Бяльском повете Люблинского воеводства Польши. Входит в состав гмины Мендзыжец-Подляски. По данным переписи 2011 года, в деревне проживало 88 человек.

## География
Деревня расположена на востоке Польши, к югу от железнодорожной линии Варшава-Западная — Тересполь, на расстоянии приблизительно 19 километров к западу-юго-западу (WSW) от города Бяла-Подляска, административного центра повета. Абсолютная высота — 144 метра над уровнем моря. К северу от населённого пункта проходит национальная автодорога 2.

## История
По данным на 1827 год имелось 9 дворов и проживало 46 человек. Согласно «Справочной книжке Седлецкой губернии на 1875 год» деревня входила в состав гмины Жероцин Радинского уезда Седлецкой губернии.
В 1975—1998 годах деревня входила в состав Бяльскоподляского воеводства.

## Население
Демографическая структура по состоянию на 31 марта 2011 года:
|         | Всего | До трудоспособного возраста | Трудоспособного возраста | Старше трудоспособного возраста |
| ------- | ----- | --------------------------- | ------------------------ | ------------------------------- |
| Мужчины | 42    | 10                          | 24                       | 8                               |
| Женщины | 46    | 7                           | 28                       | 11                              |
| Всего   | 88    | 17                          | 52                       | 19                              |